# Blackout (Zločini iz prošlosti)
"Blackout" je trinaesta epizoda četvrte sezone serije Zločini iz prošlosti.

## Sinopsis
Lili rešava slučaj bogate žene, pronađene mrtve u bazenu, u kući njenog bivšeg supruga. Slučaj je iz 1996. Prva istraga je rešila slučaj da je to bila slučajna smrt, ali Lili sada ima nove dokaze, koji ukazuju na to da je slučaj bilo ubistvo. Saznaje se da je žena ubijena za vreme nestanka struje i da je imala strah od mraka. Osim toga, žrtvu je mrzela većina njene porodice.